# PyPI
Python Package Index (zkracováno PyPI) je oficiální softwarový repozitář pro Python, podobný například CPANu pro Perl. Využít jej lze například pomocí správce balíčků zvaného pip, který má PyPI jako přednastavený repozitář. K lednu 2020 obsahoval přes 211 tisíc balíčků. K balíčkům obsahuje i metadata, podle kterých je možno vyhledávat. Například je možno při hledání specifikovat, že má být balíček kompatibilní s POSIXem, nebo že má mít svobodnou softwarovou licenci.
V roce 2017 bylo v PyPI odhaleno několik falešných softwarových balíčků obsahujících škodlivý kód.
Od dubna 2018 sídlí repozitář na adrese pypi.org, předtím fungoval na adrese pypi.python.org.